# Kotpad
Kotpad is een stad en “notified area” in het district Koraput van de Indiase staat Odisha. 

## Demografie
Volgens de Indiase volkstelling van 2001 wonen er 14.914 mensen in Kotpad, waarvan 50% mannelijk en 50% vrouwelijk is. De plaats heeft een alfabetiseringsgraad van 59%. 